# Ilha Caviana
A Ilha Caviana, também denominada Caviana Meridional, é uma ilha fluvio-litorânea brasileira localizado no estado do Pará. Pertencente ao arquipélago do Marajó, está situada frente à costa norte da Ilha de Marajó, no delta das terras baixas da foz do rio Amazonas. 
A ilha é um dos lugares recomendados para observar o fenômeno do macaréu do rio Amazonas (pororoca), é também é um santuário de aves e local de grande criação bubalina. 